# Polybe fils d'Anténor
 (mars 2023).
Dans la mythologie grecque, Polybe (en grec ancien : Πόλυβος) est le fils d'Anténor,, un noble troyen, et de Théano.

## Biographie
Ses frères sont Crino, Acamas,, Agénor,, Anthée, Archéloque,, Coon, Démoléon, Eurymachos, Glaucos, Helicaon, Iphidamas, Laodamas,, Laodamas, Médon et Thersiloque.
Il participe à la guerre de Troie au cours de laquelle il meurt de la main du fils d'Achille, Néoptolème.